# 陕西理工大学
陕西理工大学（简称陕理工）是一所位于中华人民共和国陕西省汉中市的全日制公办理工类本科大学，教學範圍涵盖经济学、法学、教育学、文學、歷史學、理学、工学和管理学，教學層次包括研究生、大学本科、高职、終身教育。原名陕西理工学院，2016年更名为陕西理工大学。

## 歷史
陕西理工大学是由原汉中师范学院和原陕西工学院于2001年7月合并组建而成。

### 漢中師範學院
原汉中师范学院的前身是1958年成立的汉中大学。1958年5月28日，在汉中东关建立汉中师范专科学校，11月更名为汉中大学，设中文、数学、生物三科，学制2年。1960年，设汉中农学院，1961年，并入汉中大学。文化大革命的冲击使汉中大学于1972年9月被迫停办。教职工调离。1975年8月在原址基础上建陕西师范大学汉中分校，1978年更名为汉中师范学院。

### 陝西工學院
原陕西工学院所在校区源自三线建设时期所设的北京大学汉中分校。1964年3月，北京大学汉中分校在褒河西岸连城山下建立，对外称“653工地”，设物理和力学2系20多个专业，共有师生800人。北京大学校方于1969年10月将北京大学数学力学系力学专业与技术物理系, 无线电系一起迁到陕西汉中地区（现在的汉中市）。同年，根据林彪1号命令，技术物理系、无线电电子学系、数学力学系力学专业被正式遷移至漢中，由此诞生了北京大学汉中分校。1978年4月28日，汉中分校撤銷。截止1978年12月除少数职工留守外，所有教学仪器，重要师资力量几乎全部迁回北京。1979年2月，陕西省接收原北京大学汉中分校校舍，在原址基础上成立陕西工学院，设机械、电子、管理工程、土木建筑4个系10个专业，18个实验室。

## 现状

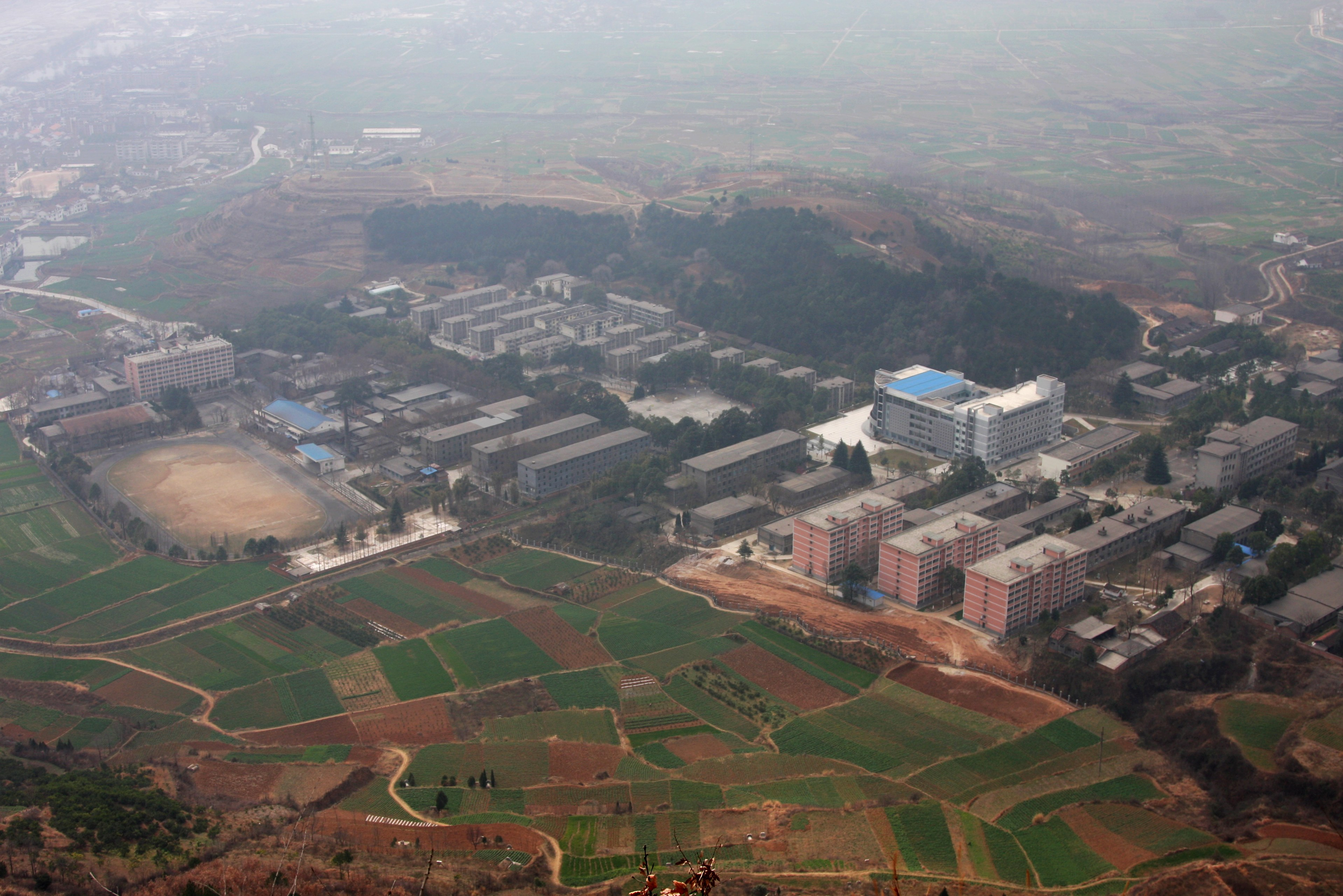
北区－汉中北郊褒河西岸

- 学院现有两个校区（南区和北区）,现设有16个二级学院院和2个教学实训中心。设有61个本科专业，拥有中国语言文学、生物学、机械工程3个一级学科硕士授权点，24个二级学科硕士授权点。学校现有3个省级重点学科、2个省级重点实验室和1个省级高校哲学社会科学重点研究基地，拥有7个省级工程技术中心。
- 2006年增列为硕士学位授予单位。其中中国古代文学、植物学、机械设计及理论、材料加工工程四个学科点取得了招收和培养研究生以及授予学位的资格。
- 2007年的国家本科教学评估中取得了优异成绩.
- 2008年5月12日发生在四川汶川的大地震对该校有所影响。该校北校区建筑和教学生活设施破坏很大，一至三年级学生从5月18日开始提前放暑假，全校提前两周于8月14日开学，18日正式上课[4]。
- 2009年，学校正式提出了"升大"目标，用5年时间加紧建设，争取把陕西理工学院更名为陕西理工大学[5]。
- 2011年下半年学校进行了第三次院系整合（第一次可以认为是合校时，第二次为2006年在本科教学评估前），取消了所有的系的设置，成立了所有的二级学院，为将来“升大”做准备。
- 2013年8月16日，汉家发祥地文化与城市发展研究院成立。
- 2017年6月，陕西理工大学物理与电信工程学院郭颖和潘峰副教授分别为第一和第二作者，陕西理工大学、陕西省催化重点实验室为第一单位。美国化学学会权威期刊ACS Applied Materials & Interfaces（影响因子（IF）：7.504）在线报道了关于铋烯与金属接触的最新研究成果[6]。

## 学校文化

### 校训
“明德、砺志、博学、笃行”为该校校训。校训引经据典、寓意深远，既有丰厚的文化底蕴，深刻的科学内涵，又准确表达了学校的办学理念，八个字、四组词彼此联系、互为因果，体现了学校“多学科门类交叉渗透协调发展”的专业学科发展定位，凸现了学校的办学指导思想，体现了学校以人才培养为根本、加强素质教育与创新教育的办学宗旨，突出了“扎根秦巴、服务基层”的办学特色。

### 校徽

陝理工校徽

陝西理工大學校徽包括徽誌和徽章。徽誌是圓形徽標，內圓是由漢語拼音字母SLG(陝理工)變體組成的紅色圖案，S造型象徵漢江，突出了學校所處的地理特色，主圖案採用紅色，營造出學校的博大、寬廣與智慧，並象徵學校發展將會蒸蒸日上；內圓由灰色齒輪與抽象的書形圖案上下環繞，齒輪及S型圖案寓意學校以工程教育、師範教育為主。
外层正上、下方分别为毛体字「陝西理工大學」和英文校名SHAANXI SCI-TECH UNIVERSITY。徽章為題有標準中文校名的長方形證章，分白底紅字、紅底白字兩種。

## 院系设置
1. 经济与法学学院
2. 体育学院
3. 文学院
4. 艺术学院
5. 化学与环境科学学院
6. 机械工程学院
7. 材料科学与工程学院
8. 生物科学与工程学院
9. 数学与计算机科学学院
10. 管理学院
11. 教育科学学院
12. 外国语学院
13. 物理与电信工程学院
14. 电气工程学院
15. 土木工程与建筑学院
16. 历史文化与旅游学院
17. 继续教育学院